# Manuel Álvares (humanista)
Manuel Álvares (Ribeira Brava, ilha da Madeira 1526 — Évora, 30 de Dezembro de 1583), foi um humanista português, gramático e poeta.
Foi o autor de uma gramática em latim que se tornou obrigatória em todas as escolas jesuítas espalhadas pelo mundo, cujo método de pedagógico ficou conhecido como método alvarístico.

## Biografia
Manuel Álvares nasceu na Ribeira Brava (antes Lugar da Ribeira Brava) por volta de 1526, filho de Sebastião Gonçalves e de Beatriz Álvares, de origens humildes. Foi ordenado ad primam clericalem tonsuram na Igreja de S. Bento da Ribeira Brava, a 11 de agosto de 1538, juntamente com o seu irmão, Francisco, por ocasião da vinda de D. Ambrósio Brandão, bispo de titular de Russionen (ou Rosmen) à Madeira.
Por volta de 1545, Manuel Álvares conheceu um membro da ordem recém-fundada por S. Inácio de Loyola, a Companhia de Jesus, que veio curar-se de uma doença na ilha da Madeira quando se dirigia para a Índia. Este encontro foi suficientemente motivador para que Manuel Álvares partisse para Lisboa e ingressasse como noviço nessa ordem. Foi acolhido nas instalações que vieram a ser o Colégio de Sto. Antão, sob direção de Pe. Simão Rodrigues. Posteriormente, matriculou-se no Colégio de Coimbra a 4 de julho de 1546. Dedicou-se ao estudo do Latim, do Grego (antigo), do Hebraico (assim como de outras línguas semito-camíticas, como o Siríaco) e da Filosofia. Por ordem superior e contra a sua vontade, estudou Teologia, alegando que temia pela perda do seu ideal de simplicidade e de santa singeleza de caráter. Em 1553, entrou no corpo docente do Colégio de Santo Antão, em Lisboa. O sucesso das suas aulas foi de tal forma extraordinário que os membros da Companhia de Jesus o encarregaram de elaborar de uma gramática de Latim que servisse para toda a ordem. Pe. Manuel Álvares foi também um poeta elegíaco, tendo dedicado vários versos à D. João III e à Rainha Santa Isabel, textos que decoraram as colunas do Colégio das Artes em Coimbra. Foi, igualmente, um orador exímio, autor de uma oração de sapiência intitulada Oratio de Laudibus Regis Ioannis Tertii (1556), e publicou uma edição crítica dos epigramas de Marcial. Atribui-se, igualmente, a edição das cartas dos padres da Companhia de Jesus em missão na Índia. Foi reitor do Colégio das Artes de Coimbra entre 1561 a 1566. Dirigiu a casa professa de S. Roque, em Lisboa, entre 1574 e 1575 e foi nomeado reitor da Universidade de Évora, em 1573. Em 1571, publicou nos prelos venezianos o De constructione octo partium orationis, e em 1572 publicou em Lisboa - no mesmo ano da edição de Os Lusíadas de Luís de Camões - os célebres De Institutione Grammatica Libri Tres, obra adotada como texto obrigatório na Ratio Studiorum, com inúmeras edições, traduções, adaptações em várias partes do mundo, incluindo a primeira tradução japonesa da obra De Institutione Grammatica, editada em Amacusa, em 1593. Foi autor de um tratado de pesos e medidas De mensuris et ponderibus, publicado postumamente em 1754. É possível que vários textos da sua autoria se encontrem por identificar em arquivos e bibliotecas.
O método alvarístico tem sido objeto de diatribes académicas, seja a favor da obra seja contra, como foi por exemplo com o Pe. Luís António de Verney no seu Verdadeiro Método de Estudar, para ser útil à República e à Igreja: proporcionado ao estilo, e necessidade de Portugal (1746). Após à expulsão dos jesuítas em 1759 por ordem do Marquês de Pombal, o ensino do Latim através dos De Institutione Grammatica Libri Tres foi proibido e banido em todos as escolas dos domínios portugueses. Muitos dos jesuítas expulsos tiveram proteção junto da imperatriz da Rússia, Catarina II, a Grande, os quais reabilitaram a gramática de latim de Manuel Álvares, considerado símbolo máximo do sucesso do método de ensino jesuítico. No século XIX, há reedições da gramática em França, no Reino Unido e na Catalunha.
Com o incremento dos estudos sobre historiografia gramatical, foram publicados vários estudos científicos sobre a sua obra, incluindo duas edições críticas dos De Institutione Grammatica Libri Tres.

## Obras
- Epigramas
- Oratio de Laudibus Regis Ioannis Tertii (ORAÇÃO DE SAPIÊNCIA EM LOUVOR DE EL-REI D. JOÃO III, 1556)
- M. Val. Martialis Epigrammaton selectorum libri xiiij
- De constructione octo partium orationis
- De institutione grammatica libri tres (1572)
- De mensuris et ponderibus (Tratado breve das medidas, pesos e moedas, ed. póst. - 1754)